# Pyrausta chrysotalis
Pyrausta chrysotalis là một loài bướm đêm trong họ Crambidae.